# Ulmus glabra

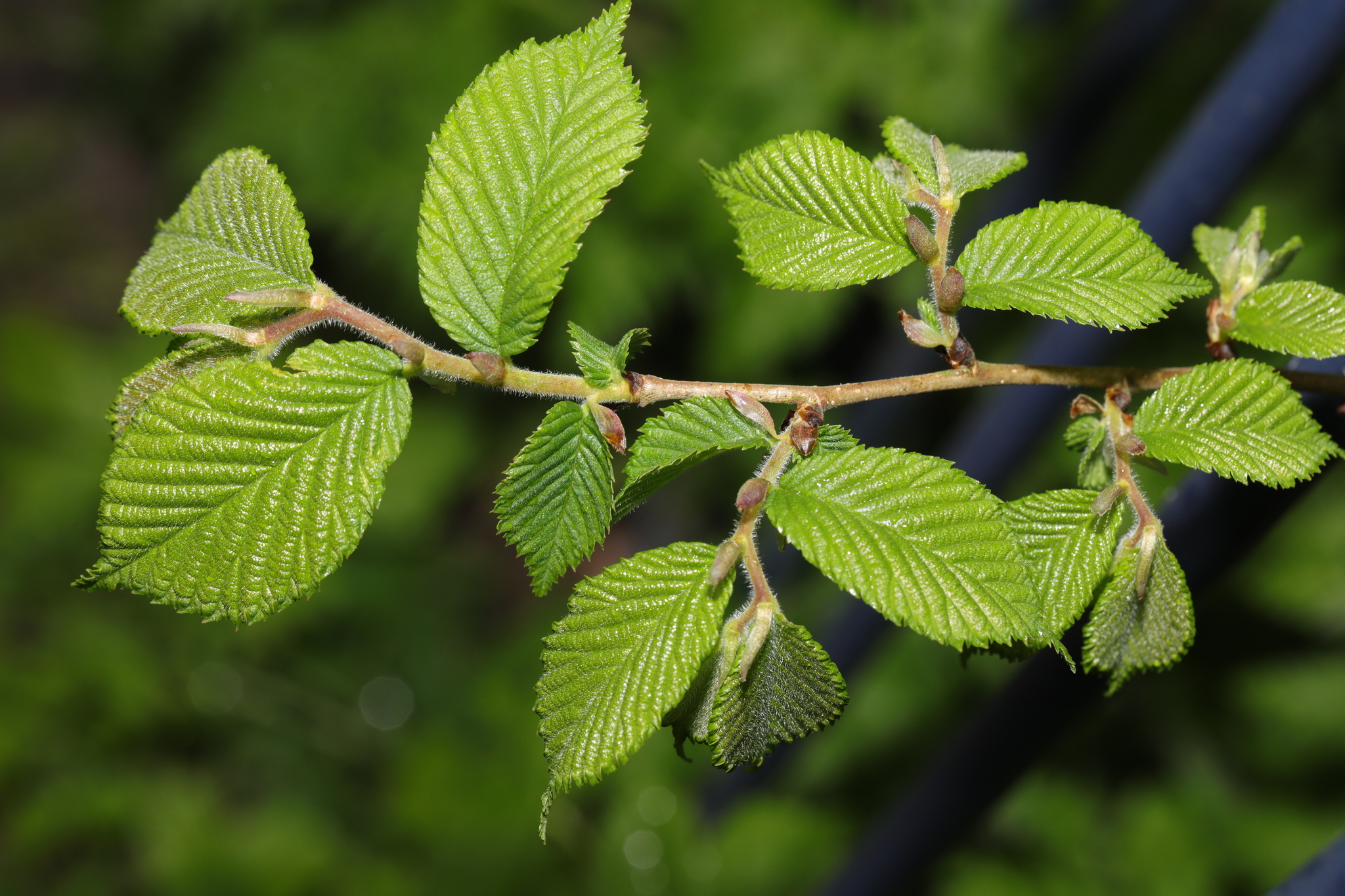

L'olmo montano (Ulmus glabra Huds.) è una pianta della famiglia Ulmacee.

## Descrizione
L'olmo montano può essere alto fino a 25 metri fusto dritto. I rami possono partire dal tronco a breve altezza. La corteccia quando è giovane è liscia, poi diventa squamosa. Le foglie cadono in autunno, hanno forma ellittica e picciolo breve; sono facilmente riconoscibili per l'asimmetria della base. I fiori compaiono prima delle foglie verso marzo-aprile e sono ermafroditi composti in 5-6 stami di colore fra il rosa ed il porpora. I frutti vengono chiamati samare di forma simil ovale e hanno un seme centrale.
La pianta deve essere piantata in terreni fertili profondi calcarei o silicei. Si tratta di una specie d'importanza secondaria forestale, molto sensibile alla grafiosi, che può portare l'ulmus glabra alla morte.
Il colore del legno va dal bianco rosato fino a colori più accesi. Può essere usato per l'impallacciature ed essere impiegato per la fabbricazione di compensati e mobili.

## Habitat
Lo si può trovare in tutta Europa.
In Italia lo si trova nelle Alpi e negli Appennini centrale e settentrionale ad una quota che varia dai 400 m ai 1400 m s.l.m. insieme ad altre latifoglie. Stazioni isolate di Ulmus glabra sono state scoperte sulle Madonie settentrionali e sui Nebrodi in Sicilia e rappresentano ad oggi il limite meridionale di distribuzione areale della specie in Europa.